# Abraham Kuenen
Abraham Kuenen (16 septembre 1828 - 10 décembre 1891), est un théologien protestant néerlandais, fils d'un apothicaire, est né à Haarlem, aux Pays-Bas.

## Biographie
Au décès de son père, il est contraint d'abandonner l'école et de se livrer à des petits métiers. Bénéficiant de la générosité de plusieurs amis, il poursuit toutefois ses études secondaires, à Haarlem, puis à l'Université de Leyde où il étudie la théologie, et obtient son doctorat en réalisant l'édition des trente-quatre chapitres du livre de la Genèse à partir  du Pentateuque samaritain rédigé en arabe. En 1853, il devient professeur suppléant de théologie à Leyde puis, professeur titulaire en 1855. Il épouse une fille de Willem Muurling, l'un des fondateurs de l'école de Groningue qui, la première dans l'Église réformée des Pays-Bas, marque une rupture avec la théologie calviniste. Il est le père de Johannes Kuenen.
Kuenen devient lui-même, assez rapidement, l'un des principaux soutiens de la théologie moderne, dont J.H. Scholten et Karel Willem Opzoomer (né en 1821) sont les principaux fondateurs, et Leyde, le siège. Sa première grande œuvre, une introduction historico-critique à l'Ancien Testament, Historisch-kritisch onderzoek naar het ontstaan en de verzameling van de boeken des Ouden Verbonds (3 vol., 1861-1865, 2e éd., 1885-1893, Trad en allemand par T. Weber et C.T. Müller, 1885-1894), s'inscrit dans les grandes orientations de l'école de Heinrich Ewald.
Il tombe cependant assez rapidement sous l'influence de JW Colenso, et en vient à considérer le récit de la Genèse, le livre de l'Exode et celui des Nombres, plus âgés qu'ils ne le sont par les Allemands dans le Grundschrift (Livre des Origines). En 1869-1870, il publie son livre sur la religion d'Israël, De godsdienst van Israël tot den ondergang van den Joodschen staat (Trad. angl., 1874-1875).  Celui-ci est suivi, en 1875, par une étude sur la prophétie hébraïque, De profeten en de profetie onder Israël (Trad. angl., 1877), dans une optique largement polémique et spécialement dirigée contre ceux qui appuient des dogmes théologiques sur l'accomplissement de la prophétie. En 1882, Kuenen se rend en Angleterre pour dispenser un cours (conférence Hibbert), National Religions et Universal Religion (religions nationales et religion universelle), et l'année suivante, il préside le congrès des orientalistes qui se tient à Leyde.
En 1886 son volume sur l'Hexateuque est édité en Angleterre. Il meurt à Leyde le 10 décembre 1891.

## Publications
Kuenen est également l'auteur de nombreux articles, documents et commentaires, ainsi que d'une série sur l'Hexateuque, publiée dans leTheologisch Tijdschrift dont il devient en 1866, rédacteur en chef-adjoint. Il est l'un des meilleurs produits de la critique moderne. Ses œuvres ont été traduites en allemand et publiées par Karl Budde en 1854. Plusieurs de ses ouvrages ont également été traduits en anglais par Philip Wicksteed.